# Picões

Picões est un village (freguesia) portugais de 50 habitants appartenant à la municipalité d’Alfândega da Fé.

## Géographie
Situé au sud de Ferradosa.
Le Rio Sabor se trouve près du village.

## Histoire
Durant les années 1980, Picões connut une forte émigration vers la France, la Suisse et l’Allemagne où les émigrants reviennent surtout pendant l’été.
La fête du village se déroule tous les avant-derniers weekends du mois d’août.

## Lieux et monuments
Une chapelle fut construite en l’honneur de Santa Barbara en remerciement de la cessation d’un orage violent qui provoqua de nombreuses inondations.
Le café Souteiro réunissait de nombreux villageois afin de discuter des problèmes socio-économiques du village. Il était aussi le lieu d’affaires du village, ou l'on traitait les problèmes liés aux cultures, les projets de forêts, etc.

## Économie
L’activité économique principale est la vente d’huile d'olive, d’amandes, de pommes de terre et de liège reconnus pour leur excellente qualité.